# Georges-Antoine Belcourt
Pour les articles homonymes, voir Belcourt (homonymie).
Georges-Antoine Belcourt (1803-1874) est un missionnaire canadien connu pour sa longue activité pastorale auprès des Amérindiens du Manitoba et des Acadiens de l'Île-du-Prince-Édouard.

## Biographie
Né à la Baie-du-Febvre, comté d'Yamaska, le 22 avril 1803, d'Antoine Bel-court et de Josephte Lemire, il fit ses études à Nicolet et fut ordonné, le 10 mars 1827.
Il fut vicaire aux Trois-Rivières (1827-1829), à Saint-François-du-Lac (1829-1830) puis curé de Sainte-Martine (1830-1831). Il fut missionnaire au Manitoba de 1831 à 1838 et curé de Saint-Joseph-de-Lévis en 1838-1839).
En 1839, il est envoyé à Saint-François-Xavier au Manitoba ; à Saint-Paul-Minnesota (1840-1849). Il est curé de Pembina au Dakota (1849-1859) et il œuvre ensuite à Rustico à l'Île-du-Prince-Edouard (1859-1865); curé de Sainte-Claire de Dorchester (1865), de Rustico encore (1865-1869). Il travailla pour les droits scolaires et fonda la banque des fermiers de Rustico.
Retiré à Shédiac au Nouveau-Brunswick de 1869 à 1874, il est l'auteur de Principes de la langue des sauteux, un volume in-12 (1839), et d'un dictionnaire dans le même dialecte; il est décédé à Shédiac, le 31 mai 1874 et inhumé à Memramcook.